# Leaving New York
«Leaving New York» (en español: «Dejando Nueva York») es el primer sencillo del álbum del 2004 Around the sun de la banda de rock estadounidense R.E.M. Debido a su poca promoción, el sencillo no logró entrar a las listas de popularidad estadounidenses, sin embargo alcanzó el lugar #5 en las listas británicas. La canción refleja los sentimientos del cantante Michael Stipe cuando una vez observó la ciudad desde un avión y se quedó asombrado con su belleza. Stipe ha declarado que considera a Nueva York como su segundo hogar. 
El vídeo muestra varias tomas de los integrantes de la banda en Nueva York, en una aeropuerto, en un avión y en una fiesta con sus amigos.